# Naravelia dasyoneura
Naravelia dasyoneura är en ranunkelväxtart som beskrevs av Pieter Willem Korthals. Naravelia dasyoneura ingår i släktet Naravelia och familjen ranunkelväxter. Inga underarter finns listade i Catalogue of Life.